# 羅克爾河
羅克爾河（英語：Rokel River），是塞拉利昂的河流，發源自洛馬山脈，河道全長290公里，是該國最長的河流，流域面積10,622平方公里，河畔城鎮有洛科港，河口處在首都弗里敦附近。